# Wolodymyriwka (Skadowsk)
Wolodymyriwka (ukrainisch Володимирівка; russisch Владимировка Wladimirowka) ist ein am Schwarzen Meer gelegenes Dorf im Süden der ukrainischen Oblast Cherson mit etwa 880 Einwohnern (2001).
Das im späten 19. Jahrhundert gegründete Dorf (eine weitere Quelle nennt das Jahr 1902) liegt auf einer Höhe von 2 m 23 km westlich vom Rajonzentrum Skadowsk nahe dem Ufer der Dscharylhatsch-Bucht, dem Nordteil der Karkinitska-Bucht, einem Ramsar-Gebiete in der Ukraine. Die Oblasthauptstadt Cherson liegt etwa 100 km nördlich des Dorfes.
Am 12. Juni 2020 wurde das Dorf ein Teil der neugegründeten Siedlungsgemeinde Lasurne, bis dahin bildete es zusammen mit den Dörfern Lymanske (Лиманське) und Noworossijske (Новоросійське) die gleichnamige Landratsgemeinde Wolodymyriwka (Володимирівська сільська рада/Wolodymyriwska silska rada) im Südwesten des Rajons Skadowsk.
Seit dem 17. Juli 2020 ist sie ein Teil des Rajons Skadowsk.